# Крамаренко, Андрей Георгиевич
Андре́й Гео́ргиевич Крамаре́нко (род. 2 декабря 1960, Копейск, Челябинская область) — автор-исполнитель, лауреат Грушинского фестиваля.

## Биография
Андрей Георгиевич Крамаренко родился 2 декабря 1960 года в городе Копейске Челябинской области. Играет на 12-струнной гитаре.
Закончил Челябинский Политехнический Институт, аспирантуру.
- 1989 год — стал заведующим музыкальной частью Челябинского театра.
- 1998 год — артист театра Елены Камбуровой.

### Творчество
- 1986 год — первой его песней стала «Оттепель» («Всё перепутал календарь…»[1]).
- Андрей Георгиевич пишет песни на стихи:
  - Бориса Рыжего,
  - Бориса Слуцкого,
  - Арсения Тарковского,
  - Александра Пушкина,
  - Дмитрия Сухарева,
  - Валентины Невинной,
  - Бориса Заходера,
  - Тима Собакина
  - и других поэтов.

Всего написал около 100 песен. Среди них:
- «Оттепель» («Всё перепутал календарь…»)
- «Мы идём угловатым Арбатом»…
- «Ночной дождь»[2]
- «Под копытами снег»…
- «Дорожные жалобы»
- «Хожу по прошлому»

## Награды
- 1993 год — лауреат Грушинского фестиваля.
- 1996 год — лауреат Петербургского Аккорда.